# Tuerta noctuiformis
Tuerta noctuiformis är en fjärilsart som beskrevs av Heinrich Benno Möschler 1890. Tuerta noctuiformis ingår i släktet Tuerta och familjen nattflyn. Inga underarter finns listade i Catalogue of Life.